# Trần Thái Tông
Trần Thái Tong (17. července 1218 – 17. června 1277), byl vietnamský císař (1226–1258) z dynastie Trần. Od roku 1258 byl velký císař.

## Osobní život
Trần Thái Tong se narodil jako Trần Canh v roce 1218, v této době byla vládnoucí dynastie Lý v úpadku, čehož využil jeho strýc Trần Thủ Độ a donutil tehdejšího císaře Lý Huệ Tônga, aby za Trần Thái Tônga provdal svoji jedinou dceru Lý Chiêu Hoàng. K této svatbě došlo již v roce 1224 a o rok později byla Lý Chiêu Hoàng donucena abdikovat ve prospěch svého manžela. Trần Thái Tong se stal císařem roku 1226, v té době mu však bylo pouze dvanáct let, proto za něj prakticky vládl jeho strýc Trần Thủ Độ.
V roce 1257 se Vietnamu pod jeho velením podařilo odrazit tzv. první mongolskou invazi, což byl obrovský vojenský úspěch. Po této invazi se jeho politika soustředila na odvrácení další invaze a to jak zahraniční, tak vnitřní. V rámci zahraniční politiky uznával nadřazenost mongolské říše, v rámci vnitřní politiky udělal řadu opatření, která umožňovala lepší organizaci armády.